# Will Artino
William Artino, detto Will (Waukee, 27 giugno 1992), è un cestista statunitense naturalizzato taiwanese, professionista in Europa e in Asia.

## Carriera

### Club
Frequenta la Creighton University, giocando per tutti e quattro gli anni con i Bluejays, con cui totalizza una media di 4,6 punti, 3,1 rimbalzi e 0,3 assist in 135 partite, tirando con il 61,5% dal campo. Dopo non essere stato scelto da nessuna franchigia nel Draft NBA 2015, il 3 settembre firma con il Rapla Korvpalliklubi, con cui gioca 15 partite nella Korvpalli Meistriliiga (13,5 punti), 12 nella Lega Baltica (14,6 punti) e 4 nella Coppa di Estonia (20 punti), prima di rescindere il contratto il 2 febbraio 2016. Il 4 agosto 2016, per la stagione successiva, firma con gli Horsens IC nella Basketligaen. Il 22 ottobre 2017 passa a Cipro, con la maglia dell'APOP Paphos BC, con i quali gioca tuttavia solo 11 partite (13,8 di media), prima di firmare il 24 gennaio 2018 fino al termine della stagione in Romania con i CS Phoenix Galați. A settembre firma a Taiwan passando ai Formosa Dreamers, formazione militante nella Asean Basketball League. Dopo aver viaggiato in doppia doppia di media (20,7 punti e 10,7 rimbalzi), il 5 luglio 2019 viene ufficializzato il suo trasferimento in Bahrein all'Al Muharraq. L'11 ottobre 2019 fa il suo ritorno nell'ABL, questa volta con i Westports Dragons di Kuala Lumpur.

### Nazionale
Nell'estate del 2015 viene convocato per il raduno della Nazionale sperimentale da Luca Dalmonte, in vista di alcuni tornei internazionali, a cui tuttavia non prende parte.

## Statistiche

### Regular season
| Stagione            | Squadra           | Competizione            | Partite | Partite | Partite | Statistiche tiro | Statistiche tiro | Statistiche tiro | Altre statistiche | Altre statistiche | Altre statistiche | Altre statistiche | Altre statistiche |
| Stagione            | Squadra           | Competizione            | Pres.   | Titol.  | Minuti  | Tiri da 2        | Tiri da 3        | Liberi           | Rimb.             | Assist            | Rubate            | Stopp.            | Punti             |
| ------------------- | ----------------- | ----------------------- | ------- | ------- | ------- | ---------------- | ---------------- | ---------------- | ----------------- | ----------------- | ----------------- | ----------------- | ----------------- |
| 2015-feb. 2016      | Rapla             | KML                     | 15      | 12      | 404     | 74/139           | 3/8              | 45/88            | 140               | 20                | 13                | 9                 | 202               |
| 2016-2017           | Horsens IC        | Baskeligaen             | 28      | 23      | 654     | 126/214          | 20/79            | 38/67            | 179               | 36                | 14                | 19                | 350               |
| ott. 2017-gen. 2018 | APOP Paphos BC    | Division 1              | 11      | 11      | 336     | 50/86            | 11/34            | 19/44            | 85                | 22                | 8                 | 7                 | 152               |
| gen. 2018-2018      | CS Phoenix Galați | Liga Națională          | 17      | 9       | 398     | 112/180          | 0/12             | 37/69            | 113               | 18                | 26                | 15                | 261               |
| 2018-2019           | Formosa Dreamers  | Asean Basketball League | 23      | 22      | 779     | 188/321          | 13/55            | 70/109           | 247               | 70                | 35                | 34                | 485               |
| Totale carriera     | Totale carriera   | Totale carriera         | 94      | 77      | 2571    | 550/940          | 47/190           | 209/375          | 764               | 166               | 96                | 84                | 1450              |

### Play-off
| Stagione        | Squadra           | Competizione            | Partite | Partite | Partite | Statistiche tiro | Statistiche tiro | Statistiche tiro | Altre statistiche | Altre statistiche | Altre statistiche | Altre statistiche | Altre statistiche |
| Stagione        | Squadra           | Competizione            | Pres.   | Titol.  | Minuti  | Tiri da 2        | Tiri da 3        | Liberi           | Rimb.             | Assist            | Rubate            | Stopp.            | Punti             |
| --------------- | ----------------- | ----------------------- | ------- | ------- | ------- | ---------------- | ---------------- | ---------------- | ----------------- | ----------------- | ----------------- | ----------------- | ----------------- |
| 2017            | Horsens IC        | Basketligaen            | 12      | 11      | 279     | 55/99            | 9/26             | 8/11             | 74                | 12                | 10                | 2                 | 145               |
| 2018            | CS Phoenix Galați | Liga Națională          | 3       | 3       | 51      | 14/27            | 1/5              | 2/10             | 20                | 3                 | 1                 | 4                 | 33                |
| 2019            | Formosa Dreamers  | Asean Basketball League | 2       | 2       | 73      | 13/30            | 1/6              | 3/7              | 21                | 8                 | 7                 | 3                 | 32                |
| Totale carriera | Totale carriera   | Totale carriera         | 17      | 16      | 403     | 82/156           | 11/37            | 13/28            | 115               | 23                | 18                | 9                 | 210               |

### Coppe internazionali
| Stagione        | Squadra         | Competizione    | Partite | Partite | Partite | Statistiche tiro | Statistiche tiro | Statistiche tiro | Altre statistiche | Altre statistiche | Altre statistiche | Altre statistiche | Altre statistiche |
| Stagione        | Squadra         | Competizione    | Pres.   | Titol.  | Minuti  | Tiri da 2        | Tiri da 3        | Liberi           | Rimb.             | Assist            | Rubate            | Stopp.            | Punti             |
| --------------- | --------------- | --------------- | ------- | ------- | ------- | ---------------- | ---------------- | ---------------- | ----------------- | ----------------- | ----------------- | ----------------- | ----------------- |
| 2015-feb. 2016  | Rapla           | BBL             | 12      | 9       | 342     | 65/125           | 5/16             | 30/60            | 106               | 17                | 15                | 11                | 175               |
| Totale carriera | Totale carriera | Totale carriera | 12      | 9       | 342     | 65/125           | 5/16             | 30/60            | 106               | 17                | 15                | 11                | 175               |

### Coppe nazionali
| Stagione        | Squadra           | Competizione    | Partite | Partite | Partite | Statistiche tiro | Statistiche tiro | Statistiche tiro | Altre statistiche | Altre statistiche | Altre statistiche | Altre statistiche | Altre statistiche |
| Stagione        | Squadra           | Competizione    | Pres.   | Titol.  | Minuti  | Tiri da 2        | Tiri da 3        | Liberi           | Rimb.             | Assist            | Rubate            | Stopp.            | Punti             |
| --------------- | ----------------- | --------------- | ------- | ------- | ------- | ---------------- | ---------------- | ---------------- | ----------------- | ----------------- | ----------------- | ----------------- | ----------------- |
| gen. 2018-2018  | CS Phoenix Galați | Cupa României   | 1       | 0       | 13      | 3/5              | 0/0              | 2/8              | 4                 | 1                 | 0                 | 0                 | 8                 |
| Totale carriera | Totale carriera   | Totale carriera | 1       | 0       | 13      | 3/5              | 0/0              | 2/8              | 4                 | 1                 | 0                 | 0                 | 8                 |

## Palmarès

### Individuale
- Estonian KML November Player of the Month: 2015-16.